# Baolia bracteata
Baolia es un género monotípico de  fanerógamas perteneciente a la familia Amaranthaceae. Su única especie: Baolia bracteata H.W.Kung & G.L.Chu, es originaria de China:

## Descripción
Es una planta que alcanza los 10-20 cm de altura. El tallo erecto teñido, generalmente de color púrpura, y ramificado. Pecíolo de 1-2 mm, con la lámina ovado-oblonga a ovado-lanceolada, de 1-2,2 x 0,5-1 cm, ápice cortamente acuminado; venas evidentes en el envés. Glomérulos con normalmente 2-4 flores; y con brácteas estrechamente ovadas. Semillas de color marrón-negro.

## Taxonomía
Baolia bracteata fue descrita por H.W.Kung & G.L.Chu  y publicado en Acta Phytotaxonomica Sinica 16(1): 120, pl. 6, f. 2, en el año 1978.